# Keith Emerson
Keith Noel Emerson (Todmorden, Yorkshire del Oeste, 2 de noviembre de 1944 – Santa Mónica, California, 11 de marzo de 2016) fue un músico, pianista y compositor británico. Tocó los teclados en varias bandas antes de lograr éxito comercial con The Nice a finales de la década de 1960. Tras abandonar la agrupación en 1970, se convirtió en miembro fundador de Emerson, Lake & Palmer (ELP), uno de los primeros supergrupos de rock progresivo, aportando gran parte de la música en álbumes como Tarkus (1971) y Brain Salad Surgery (1973) y combinando sus propias composiciones originales con piezas clásicas o tradicionales adaptadas a un formato de música rock.
Tras la ruptura de ELP a finales de los años 1970, Emerson inició una carrera en solitario, compuso varias bandas sonoras de películas y formó las agrupaciones Emerson, Lake & Powell y 3, antes de reincorporarse a ELP en la década de 1990 para grabar dos nuevos álbumes y realizar algunas giras.
Durante la década del 2000, Emerson participó en una breve reunión con The Nice y reanudó su carrera en solitario, realizando giras bajo el nombre de The Keith Emerson Band con el guitarrista Marc Bonilla y colaborando con varias orquestas. Se reunió con su anterior compañero en ELP Greg Lake en 2010 para realizar una gira, que culminó con un espectáculo único de reunión en Londres para celebrar el cuadragésimo aniversario de la banda. Su último álbum como solista, The Three Fates Project, con Marc Bonilla y Terje Mikkelsen, fue lanzado en 2012. Emerson empezó a sufrir de depresión y alcoholismo, y en sus últimos años desarrolló un problema nervioso que le impedía tocar, generándole episodios de ansiedad. El músico se suicidó el 11 de marzo de 2016 en su casa de Santa Mónica, California.
Emerson es considerado uno de los mejores teclistas de la era del rock progresivo y es descrito en AllMusic como «probablemente el más grande y técnicamente mejor logrado tecladista de la historia del rock».

## Primeros años
Emerson nació el 2 de noviembre de 1944 en Todmorden, Yorkshire del Oeste, en el seno de una familia evacuada del sur de Inglaterra durante la Segunda Guerra Mundial y radicada en Goring-by-Sea. Realizó sus estudios básicos en el vecindario de Tarring. Su padre Noel era un pianista aficionado y empezó a dar clases a Emerson desde una temprana edad. El joven recibió más adelante formación en música clásica occidental en academias locales.
Aunque no tenía un tocadiscos escuchaba frecuentemente música en la radio, en particular la canción de piano instrumental "On the Rebound" de Floyd Cramer de 1961 y la obra de Dudley Moore, además de escuchar a pianistas de estilo country como Joe "Mr. Piano" Henderson, Russ Conway y Winifred Atwell. En palabras del músico: "Yo era un niño muy serio. Solía pasear con sonatas de Beethoven bajo el brazo. Sin embargo, era muy bueno para evitar los golpes de los matones, pues también podía tocar canciones de Jerry Lee Lewis y Little Richard. De esta forma ellos pensaban que era genial y me dejaban en paz".
Emerson se interesó en el órgano Hammond después de escuchar al músico de jazz Jack McDuff interpretar "Rock Candy". El Hammond finalmente se convirtió en su instrumento preferido a finales de los años 1960. Adquirió su primer órgano, un modelo L-100, a la edad de 15 o 16 años a través de una compra a crédito. Al salir de la escuela trabajó en el Lloyds Bank Registrars donde tocaba el piano en el bar a la hora del almuerzo y en las tabernas locales por las noches, siendo despedido del banco poco tiempo después.

## Carrera

### 1965-1970: Primeras bandas y The Nice
Mientras tocaba en el área de Worthing, Emerson recibió una oferta para unirse a su primer grupo profesional, The T-Bones, agrupación de respaldo del cantante de blues Gary Farr. El grupo hizo una gira por el Reino Unido y Francia antes de separarse. Acto seguido se unió a The V.I.P.'s, banda en la que en cierta ocasión produjo sonidos de explosiones y armas de fuego con su Hammond, logrando detener una fuerte pelea durante una presentación en Francia. Los miembros de la banda le dijeron que repitiera el truco en el siguiente concierto.
En 1967 Emerson formó The Nice con Lee Jackson de The T-Bones, David O'List e Ian Hague, ante el pedido de la cantante de soul P. P. Arnold de formar una banda de acompañamiento. Después de reemplazar a Hague por Brian Davison, el grupo se puso en marcha por su cuenta, desarrollando rápidamente una fuerte base de seguidores en sus conciertos. El sonido del grupo se centró en el virtuosismo de Emerson en el órgano y en el abuso teatral del instrumento, con el que producía fácilmente piezas de música clásica al estilo rock.
Para aumentar el interés visual de su espectáculo, Emerson golpeaba con un látigo, empujaba y clavaba cuchillos en las teclas de su Hammond L-100, entre otros actos similares que producían extraños efectos sonoros. Este show del tecladista con The Nice ha sido citado como una fuerte influencia para los músicos de heavy metal.
Emerson obtuvo popularidad con The Nice, participando además en un proyecto de 1969 titulado Music from Free Creek, que incluía a otros reconocidos intérpretes como Eric Clapton y Jeff Beck. Para la sesión, Emerson tocó con el baterista Mitch Mitchell y el bajista Chuck Rainey interpretando, entre otras canciones, la instrumental de Eddie Harris "Freedom Jazz Dance".
Emerson escuchó por primera vez un sintetizador moog cuando el dueño de una tienda de discos tocó para él el disco Switched-On Bach. Fascinado con el sonido, pidió prestado un moog a Mike Vickers para un concierto de The Nice en el Royal Festival Hall de Londres con la Royal Philharmonic Orchestra. La presentación fue un éxito, en especial la interpretación de la pieza clásica "Also sprach Zarathustra", lo que llevó a Emerson a interesarse aún más por el mencionado sintetizador.

### 1970-1979: Emerson, Lake & Palmer

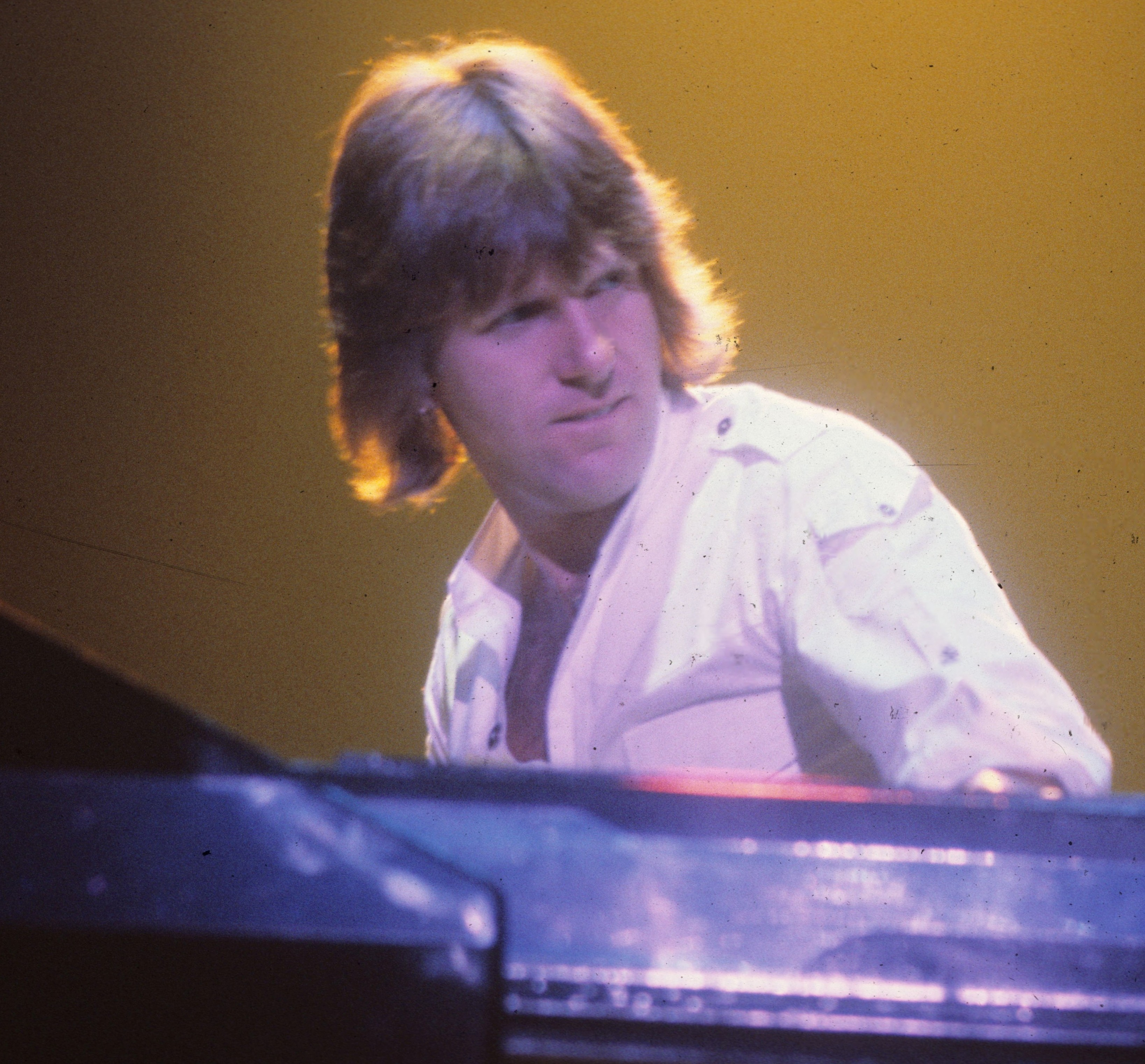
Emerson con ELP en 1977

En 1970 Emerson dejó The Nice y formó Emerson, Lake & Palmer (ELP) con el bajista Greg Lake de King Crimson y el baterista Carl Palmer de Atomic Rooster. Después de seis meses de ensayos concentrados, la banda tocó sus primeros conciertos y grabó su álbum debut homónimo tras obtener un contrato discográfico con Atlantic Records. ELP se hizo popular inmediatamente después de su actuación en el Festival de la Isla de Wight en 1970, y continuó haciendo giras regularmente durante la década, fusionando el rock progresivo con música clásica, versionando composiciones clásicas o contemporáneas de autores como Johann Sebastian Bach, Bela Bártok, Modest Músorgski, Piotr Ilich Chaikovski, Alberto Ginastera, Gaspar Sanz, Aaron Copland o Henry Mancini. No todos quedaron impresionados, el DJ de BBC Radio 1, John Peel, describió su actuación en la Isla de Wight como un "trágico desperdicio de talento y electricidad". Su set, con medio millón de espectadores, implicaba "aniquilar sus instrumentos en un bombardeo de rock clásico" y disparar cañones desde el escenario. Recordando el concierto en una entrevista de 2002, Emerson afirmó: "Probamos los cañones en un campo cerca del aeropuerto de Heathrow... parecían bastante inofensivos. Hoy habríamos sido arrestados cual terroristas".

#### Uso de sintetizadores en ELP
El contrato discográfico de ELP proporcionó fondos para que Emerson comprara su propio sintetizador modular Moog. Más tarde dijo: "Costó mucho dinero y cuando llegó, lo desempaqué con entusiasmo, lo puse sobre la mesa y pensé: '¡Es genial! un sintetizador Moog... ¿Cómo se enciende?... Tenía muchos cables pero no ningún manual de instrucciones".
Mientras otros artistas como los Beatles y los Rolling Stones habían usado el moog en grabaciones de estudio, Emerson fue el primer artista en salir de gira con uno. Su voluntad de experimentar con el instrumento le llevó a resultados inesperados, como la vez que se topó con el sonido característico de "Hoedown", una de las melodías más populares de ELP, tras haber golpeado el moog por accidente.
El llamado "Monster Moog", construido a partir de numerosos módulos, pesaba 250 kg, medía 3 metros de altura y necesitaba cuatro roadies para su transporte. Incluso con su impredecibilidad, se convirtió en un componente indispensable no sólo de los conciertos de ELP, sino también de los de Emerson como solista. A medida que la tecnología musical evolucionó, Emerson pasó a utilizar una variedad de sintetizadores fabricados por Moog y otras compañías, incluyendo el Minimoog, el Yamaha GX-1 utilizado en el álbum Works Volume 1 de ELP, y varios modelos de Korg.

#### Como compositor y arreglista

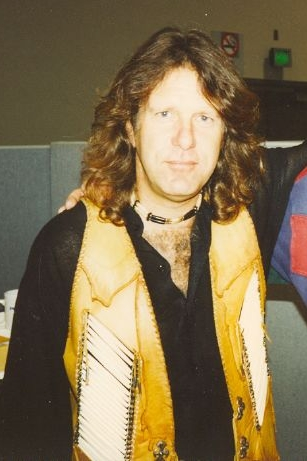
Emerson a mediados de la década de 1980

Emerson interpretó varios arreglos notables de rock a partir de composiciones clásicas, desde J. S. Bach y Modest Músorgski hasta compositores del siglo XX como Alberto Ginastera, Béla Bartók y Aaron Copland. Ocasionalmente citó obras clásicas y de jazz sin dar crédito, particularmente al principio de su carrera, desde finales de los años 1960 hasta 1972. Un ejemplo temprano de los arreglos de Emerson fue la canción "Rondo" de The Nice, la cual es una interpretación en 4/4 de la composición de 9/8 de Dave Brubeck "Blue Rondo à la Turk". La pieza es introducida por un extenso extracto del tercer movimiento del Concierto Italiano de Bach.
En el primer álbum de ELP, las citas clásicas de Emerson no fueron acreditadas. El pianista clásico Peter Donohoe ha afirmado que "The Barbarian" es un arreglo de "Allegro barbaro" de Bartók, y que "Knife Edge" estaba basada en el tema principal del movimiento de apertura de "Sinfonietta" de Janáček. Para 1971, con los lanzamientos de Pictures at an Exhibition y Trilogy, ELP comenzó a dar crédito a compositores clásicos, incluyendo a Modest Músorgski por la pieza para piano que inspiró el álbum Pictures, y a Aaron Copland por "Hoedown" en el álbum Trilogy.
Tras la gira de 1974, los miembros de ELP acordaron poner a la banda en un paréntesis temporal y llevar a cabo proyectos individuales en solitario. Durante este tiempo, Emerson compuso su "Concierto para Piano Nº 1" y lo grabó con la Orquesta Filarmónica de Londres. Según Emerson, su inspiración para componer el concierto llegó de los comentaros de la crítica que lo acusaban por ser incapaz de escribir su propia música. La grabación apareció más tarde en el álbum de ELP Works Volume 1 y desde entonces ha sido interpretada por pianistas clásicos, en particular Jeffrey Biegel, quien grabó su propia versión del concierto con el permiso de Emerson.
En 1976, cuando todavía era miembro de ELP, el músico publicó su primer disco en solitario, el sencillo "Honky Tonk Train Blues" b/n "Barrelhouse Shake-Down". "Honky Tonk Train Blues", la versión de Emerson de una canción para piano de 1927 de Meade Lux Lewis, alcanzó el número 21 en las listas de éxitos del Reino Unido.

#### Teatralidad
Además de sus habilidades técnicas para tocar y componer, Emerson era un intérprete teatral. Citó al guitarrista Jimi Hendrix y al organista Don Shinn como sus principales influencias teatrales. Mientras estaba en ELP, el músico continuó infringiendo daño a su órgano Hammond en sus presentaciones, práctica que venía desarrollando desde su experiencia con The Nice. Además de clavar cuchillos en las teclas del instrumento, también lanzaba cuchillos en el escenario, usando un blanco fijado frente a sus altavoces Leslie. Lemmy Kilmister, quien en sus inicios fue roadie de The Nice, le regaló una daga nazi auténtica.
Una de las memorables acrobacias de Emerson en vivo con ELP consistía en tocar un piano suspendido de 15 a 20 pies en el aire y luego girarlo de punta a punta sentado en él. Este acto era puramente un efecto visual, ya que según Greg Lake, el piano utilizado era falso. En una entrevista de 2014 con el periodista musical Ray Shasho, Emerson habló sobre esta acrobacia: 

Creo que tener licencia de piloto ayudó un poco. Uno de mis ayudantes dijo que había encontrado a un tipo que solía trabajar en el circo y que hacía efectos especiales para televisión, entre ellas un piano que daba vueltas. Yo me interesé de inmediato. Estaba en el área de Nueva York y me llevaron a Long Island con un tipo llamado Bob McCarthy, y allí en el fondo tenía un piano... Creo que lo usamos por primera vez en el Madison Square Garden en un concierto de navidad. La gente del público estaba tan asombrada que no podía creer lo que estaba viendo. Más tarde, ese mismo año, surgió el California Jam y dije que teníamos que hacerlo allí. Bob llevó el aparato al concierto, donde había muy poco espacio para montarlo. Había un montón de bandas en el escenario, todos tenían que hacer su set y luego sacar su equipo. Con el moog, los Hammonds, los gongs de Carl y todo ya era bastante difícil sacarlo del escenario. Teníamos el piano giratorio y todo lo que lo acompañaba y tratamos de encontrar un lugar para situarlo. Terminó yendo justo al final del escenario, así que cuando el piano subió, fue literalmente sobre las cabezas de la audiencia. Después de eso, en cada programa de televisión que hice vino la pregunta... Keith, ¿cómo das vueltas en ese piano? Cuando tuve el honor de conocer al gran pianista de jazz Dave Brubeck justo antes de que muriera, me dijo: "Keith, tienes que decirme cómo giras en ese piano". Dave Brubeck tenía entonces 90 años y le dije: "Dave, no lo intentes".

El piano giratorio fue parte del espectáculo de ELP solo por un corto período de tiempo debido a la complejidad del truco y el número de lesiones sufridas por Emerson mientras lo ejecutaba, incluyendo algunas en los dedos y una nariz rota. Emerson quería usar el piano giratorio de nuevo en el concierto de reunión de 2010 de ELP en el High Voltage Festival de Londres, pero la autoridad local le prohibió usarlo aduciendo que no cumplía con los estándares de salud y seguridad.

### 1979-1991: Otros proyectos

#### Carrera como solista
Emerson se retiró durante tres años a las Bahamas para descansar y componer, preparándose para iniciar una carrera solista. 
Este silencio hizo que los fanáticos y la crítica los llevaran nuevamente a los estudios donde grabaron un álbum doble que marca un giro en su carrera Works Vol. I en el que Emerson registra su concierto para piano y orquesta con la Sinfónica de Londres. Acto seguido realizaron una gira mundial con una orquesta sinfónica dirigida por Godfrey Salmon que se encuentra registrada en un disco y DVD. Tras un disco grabado por obligaciones contractuales con el sello Atlantic (Love Beach), la agrupación se separó en 1979.
En 1981, el tecladista publicó su primer álbum en solitario, Honky. Grabado en las Bahamas con músicos locales, se apartó del estilo habitual de Emerson al incluir canciones de calipso y reggae, y en general no fue bien recibido, excepto en Italia donde fue un éxito. Los posteriores lanzamientos en solitario de Emerson fueron esporádicos, incluido un álbum con temática navideña en 1988 y el disco Changing States (también conocido como Cream of Emerson Soup), grabado en 1989 pero publicado en 1995. Changing States contenía un remake orquestal de la canción de ELP "Abaddon's Bolero" con la Orquesta Filarmónica de Londres y una composición titulada "The Church", compuesta para la película de terror de 1989 del mismo nombre dirigida por Michele Soavi.

#### Bandas sonoras
En los años 1980, Emerson comenzó a escribir e interpretar música para películas, ya que su estilo orquestal y clásico era más adecuado para el trabajo cinematográfico que para el mercado del pop/rock que reinó en la década. Entre las películas para las que Emerson aportó su música se encuentran Inferno de Darío Argento (1980), el largometraje de acción protagonizado por Sylvester Stallone Nighthawks (1981) , el filme Best Revenge (1984), donde realizó una colaboración con Brad Delp de la banda de Boston, Murder Rock de Lucio Fulci (1984) y la mencionada The Church (también conocida como La chiesa) de Michele Soavi (1989). También fue el compositor de la música para la efímera serie de televisión animada estadounidense Iron Man de 1994.

#### Supergrupos
A partir de mediados de los años 1980, Emerson formó varios supergrupos de corta duración. Los dos primeros, Emerson, Lake & Powell (con Greg Lake y el baterista Cozy Powell) y 3 (con Carl Palmer y el multinstrumentista Robert Berry), continuaron el estilo general de ELP en ausencia de uno de los miembros originales. Emerson, Lake & Powell tuvo cierto éxito comercial, y su único álbum está considerado como uno de los mejores de las carreras tanto de Emerson como de Lake. Estilísticamente fue un alejamiento de sus pares del rock progresivo de los años 1980, Genesis y Asia. El analista musical Edward Macan escribió que Emerson, Lake & Powell estaban más cerca del "sonido clásico de ELP" que de la producción propia de la banda de finales de los años 1970. Por el contrario, el único álbum de 3 tuvo escasas ventas y se comparó con "los peores momentos del álbum Love Beach".
Emerson realizó una breve gira en 1990 con The Best, un supergrupo que incluía a John Entwistle de The Who, Joe Walsh de The Eagles, Jeff "Skunk" Baxter de Steely Dan y Simon Phillips de Toto. Este proyecto se centró en hacer versiones de canciones de cada una de las bandas anteriores de los miembros.
A principios de la década de 1990, Emerson formó el grupo de corta duración Aliens of Extraordinary Ability con Stuart Smith, Richie Onori, Marvin Sperling y Robbie Wyckoff. La banda rechazó un contrato discográfico con Samsung debido al compromiso de Emerson con ELP y la participación de Smith en una posible reunión de The Sweet.

### 1991-2016: Reunión con ELP, The Nice y otras colaboraciones

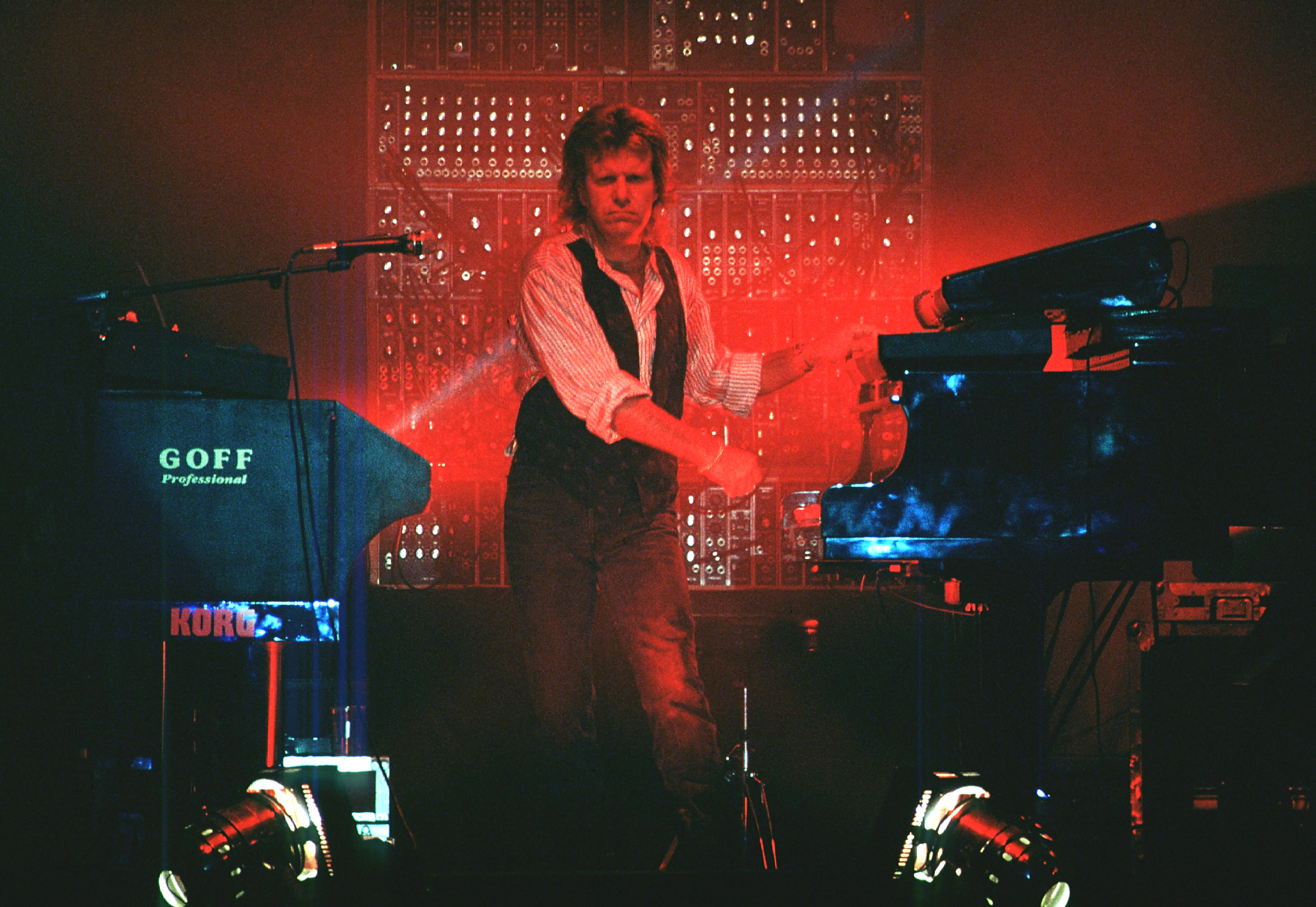
Emerson con ELP en 1992

En 1991, ELP se reunió para la grabación de dos nuevos álbumes (Black Moon de 1992 y In the Hot Seat de 1994) y para realizar una gira mundial. En 1993 el teclista debió retirarse un año de los escenarios debido a una afectación nerviosa en su mano derecha. Luego de su recuperación, ELP regresó a la carretera en 1996, incluyendo una exitosa gira estadounidense con Jethro Tull, pero separándose de nuevo en agosto de 1998.
En 2002 Emerson se reunió con The Nice y formó una banda para realizar versiones de ELP con el cantante y guitarrista Dave Kilminster, además de continuar realizando música para bandas sonoras durante la década de 2000. Luego de publicar el álbum instrumental Emerson Plays Emerson (2002) fue uno de los compositores de la banda sonora del filme japonés Godzilla: Final Wars (2004). En 2008 publicó el disco Keith Emerson Band Featuring Marc Bonilla y realizó una gira por Rusia y oriente acompañado de los músicos Marc Bonilla, Travis Davis y Tony Pia.

#### Colaboraciones orquestales
El compositor japonés Takashi Yoshimatsu trabajó con Emerson para crear un arreglo de la canción "Tarkus" de ELP, que se estrenó el 14 de marzo de 2010 interpretada por la Orquesta Filarmónica de Tokio. El arreglo de Yoshimatsu ha sido presentado en múltiples presentaciones en vivo y dos grabaciones en directo.
En septiembre de 2011 Emerson comenzó a trabajar con el director de orquesta noruego Terje Mikkelsen haciendo parte de la Keith Emerson Band, que con Marc Bonilla y la Munich Radio Orchestra, en nuevas interpretaciones orquestales de los clásicos de ELP y sus nuevas composiciones. El proyecto "The Three Fates" se estrenó en Noruega a principios de septiembre de 2012, supervisado por el profesor y músico noruego Bjørn Ole Rasch para el sello discográfico Simax. La obra se estrenó en vivo en el Reino Unido el 10 de julio de 2015 en el Barbican Centre de Londres, con la BBC Concert Orchestra como parte de la celebración de la vida y obra de Robert Moog.
Emerson hizo su debut como director con la Orquesta de Kentucky en septiembre de 2013. En octubre de 2014 dirigió la South Shore Symphony en el concierto de homenaje de su cumpleaños número 70 en el Molloy College del Rockville Centre de Nueva York. El concierto también incluyó el estreno de su disco Three String Quartets y una interpretación del "Piano Concerto No. 1" de Emerson por Jeffrey Biegel.

## Suicidio
Emerson murió el 11 de marzo de 2016 en Santa Mónica, California, de una herida de bala autoinfligida en la cabeza. Su cuerpo fue encontrado en su casa de Santa Mónica. Después de la autopsia, el médico forense determinó que la muerte de Emerson fue un suicidio, y concluyó que también había sufrido una enfermedad cardíaca y una depresión asociada con el alcohol. Según la novia de Emerson, Mari Kawaguchi, Emerson se había vuelto "deprimido, nervioso y ansioso" porque el daño a los nervios había obstaculizado su forma de tocar, y estaba preocupado de que se desempeñaría mal en los próximos conciertos en Japón y decepcionaría a sus fanáticos.
Fue enterrado el 1 de abril de 2016 en el cementerio Lancing and Sompting, Lancing, West Sussex. Aunque las fuentes de noticias y una página oficial de Emerson, Lake y Palmer en las redes sociales reportaron su muerte como ocurrida la noche del 10 de marzo, su tumba conmemorativa da su fecha de muerte el 11 de marzo de 2016.
Sus antiguos compañeros de banda de ELP, Carl Palmer y Greg Lake, emitieron declaraciones sobre su muerte. Palmer dijo: "Keith era un alma gentil cuyo amor por la música y la pasión por su actuación como tecladista seguirán siendo inigualables durante muchos años". Lake dijo: "Por triste y trágica que sea la muerte de Keith, no quisiera que este sea el recuerdo duradero que la gente se lleva con ellos. Lo que siempre recordaré de Keith Emerson fue su notable talento como músico y compositor y su don y pasión por entretener. La música era su vida y, a pesar de algunas de las dificultades que encontró, estoy seguro de que la música que creó vivirá para siempre". Lake moriría más tarde ese mismo año.

## Aportes a la técnica y evolución como teclista

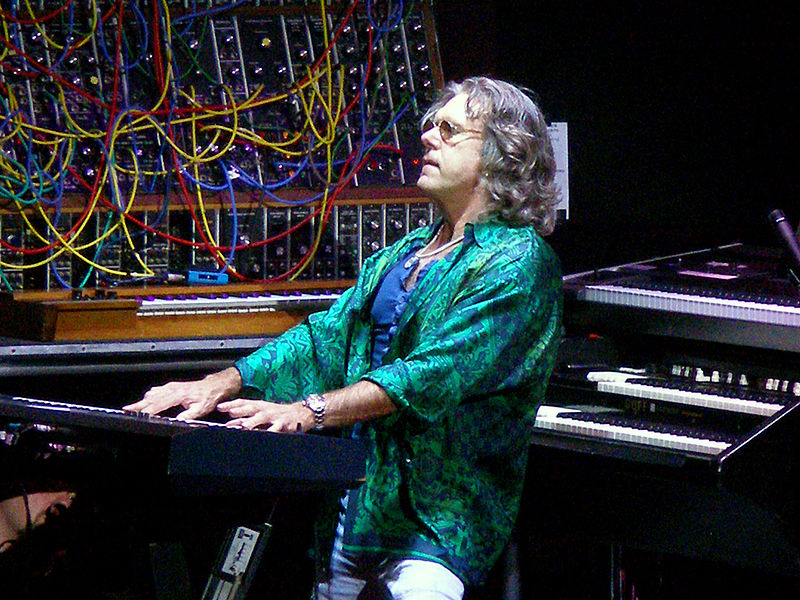
Keith Emerson, de fondo el Moog modular.

De niño aprendió a tocar el piano con orientación a la música clásica europea, de la cual derivó mucha inspiración para crear su estilo propio, combinando música clásica, jazz y rock en sus obras. Como ejecutante de órgano Hammond, Emerson encontró en 1969 una oportunidad para colaborar con Robert Moog, y trabajó con su invención, el Moog modular, un sintetizador analógico. Mientras otros músicos, tales como los Beatles y los Rolling Stones, habían usado el Moog, Emerson fue el primero en hacer una gira con uno de estos sintetizadores.
Es interesante un análisis en su evolución con respecto a los teclados, desde su primera época con el uso prácticamente exclusivo del órgano Hammond L-100 , pasando por su primer disco con ELP en el que hace uso extenso del piano acústico (cosa que no ocurre en Tarkus y en Pictures at an Exhibition donde se decanta por el uso del Hammond C-3,B-3 y los sintetizadores) hasta llegar a un equilibrio magistral en Trilogy y Brain Salad Surgery donde podemos encontrar sus solos de piano más interesantes (Endless Enigma, Fugue, Trilogy, Second Impression, Third Impression) que combinados con los diferentes modelos de Moog lo llevan a cimas del Rock Sinfónico hasta hoy no igualadas.
A partir de 1977 y coincidiendo con el alejamiento de Robert Moog del desarrollo de sintetizadores analógicos en el seno de la compañía Moog Music, Emerson adoptaría el ultra-caro Yamaha GX-1, el cual tiene un gran impacto en su sonido. Esto se puede apreciar claramente en Works Vol. I («Pirates» y «Fanfare for a Common man»), en el criticado Love Beach. Este cambio de sonido puede apreciarse en sus posteriores trabajos en solitario, como por ejemplo la banda sonora de Nighthawks (1981) en el que hace uso del Korg PS 3300. En 1986 con Lake & Powell una vez más se produce un cambio de sonido agregando a su arsenal sintetizadores de la época como el Oberheim Matrix 12 junto con el uso del GX-1.

## Estilo, rítmica y armonías
Desde el punto de vista armónico, es notable su uso de cuartas muchas veces, en el estilo de Bela Bartok o Ginastera, combinando esto con métricas no comunes en el Rock como 5/4, 10/8, etc.
Un detalle de esto se puede obtener en un análisis superficial de la partitura de «Eruption» (Tarkus), «Endless Enigma» (Trilogy) y su Concierto para Piano y Orquesta Nº 1.

## Dinámica de escenario yshow
El sentido teatral caracterizó su estilo desde los días de The Nice, encontrando en ELP el vehículo ideal para sus demostraciones físicas qué más allá de la música le granjearon la admiración de las audiencias. Esta rutina con el paso del tiempo se volvió en su contra pues el número con el Hammond al revés (ejecutando la Tocatta y Fuga de J. S. Bach) estuvo bien en los setenta pero en el siglo XXI se tornó anacrónico, tratándose de un músico del que siempre se espera algo más.
La culminación de sus proezas escénicas fue en California Jam (1974) donde se elevó a más de veinte metros del escenario amarrado a un piano de gran cola que giraba en el aire mientras el tocaba. Esta prueba —que no volvió a intentar— casi le causa un accidente pues en el último minuto se puede apreciar como hace señas para que lo bajen. Él declararía años después a la revista Keyboard (1994) que lo hizo por el rock and roll.
En el año 1994 fue operado en su mano derecha por problemas que afectaron a la gira de presentación del álbum Black Moon. Aunque el mismo reconoció posteriormente que la operación fue un fracaso, ya que se problema real era una incipiente 'distonía focal' que fue empeorando con los años. Keith sostenía que el origen de esta enfermedad fue un accidente de motocicleta. Aun así, mediante la re-educación en su técnica de la mano derecha mantuvo un nivel más que aceptable durante muchos años. A partir del 2010 la distonía fue empeorando progresivamente, algo que le afectó gravemente.

## Influencia
Keith Emerson fue un impresionante artista, tanto por su increíble técnica en los teclados, como por su desempeño vanguardista en escena, ya desde sus primeros shows con The Nice, hacia fines de los 60. Su impactante juego con los cuchillos en el Hammond durante la versión de “America” lo transformaron en una estrella años antes de la creación de Emerson, Lake & Palmer (1970). Sin embargo la monumental obra de este trío en los primeros años de la década lo convirtieron en uno de los más brillantes músicos que haya dado el siglo XX, con obras esenciales como Tarkus, Trilogy, Brain Salad Surgery o EL&P. El grupo se separaría hacia 1979 luego del decepcionante Love Beach, regresando en 1992 con el muy buen Black Moon, aunque su siguiente disco In The Hot Seat no estaría a la altura de su disco previo. 
Emerson trabajó en varios proyectos en solitario, especialmente en bandas de sonido, aparte de esporádicos discos en estudio como Changing States, o grupos como Emerson, Lake & Powell (1986) o 3 con Carl Palmer y el guitarrista y cantante Robert Berry.

## Discografía

### Álbumes de estudio
- Honky (1985)
- The Christmas Album (1988)
- Changing States (1995)
- Emerson Plays Emerson (2002)
- Keith Emerson Band featuring Marc Bonilla (2008)
- The Three Fates Project (con Marc Bonilla y Terje Mikkelsen) (2012)

### Álbumes en vivo
- Boys Club – Live from California (con Glenn Hughes y Marc Bonilla) (2009)
- Moscow (Keith Emerson Band y Marc Bonilla) (2010)
- Live from Manticore Hall (con Greg Lake) (2010)

### Música de películas
- Inferno (1980)
- Nighthawks (1981)
- Best Revenge (1985)
- Murderock (1984)
- Harmageddon/China Free Fall (1987)
- La Chiesa (2002)
- Godzilla: Final Wars (2004)

### Álbumes recopilatorios
- Chord Sampler (1984)
- The Emerson Collection (1986)
- At the Movies (2005)
- Hammer It Out – The Anthology (2005)
- Off the Shelf (2006)